# 巴赫特爾湖
47°50′29″N 10°38′58″E / 47.841264°N 10.649514°E

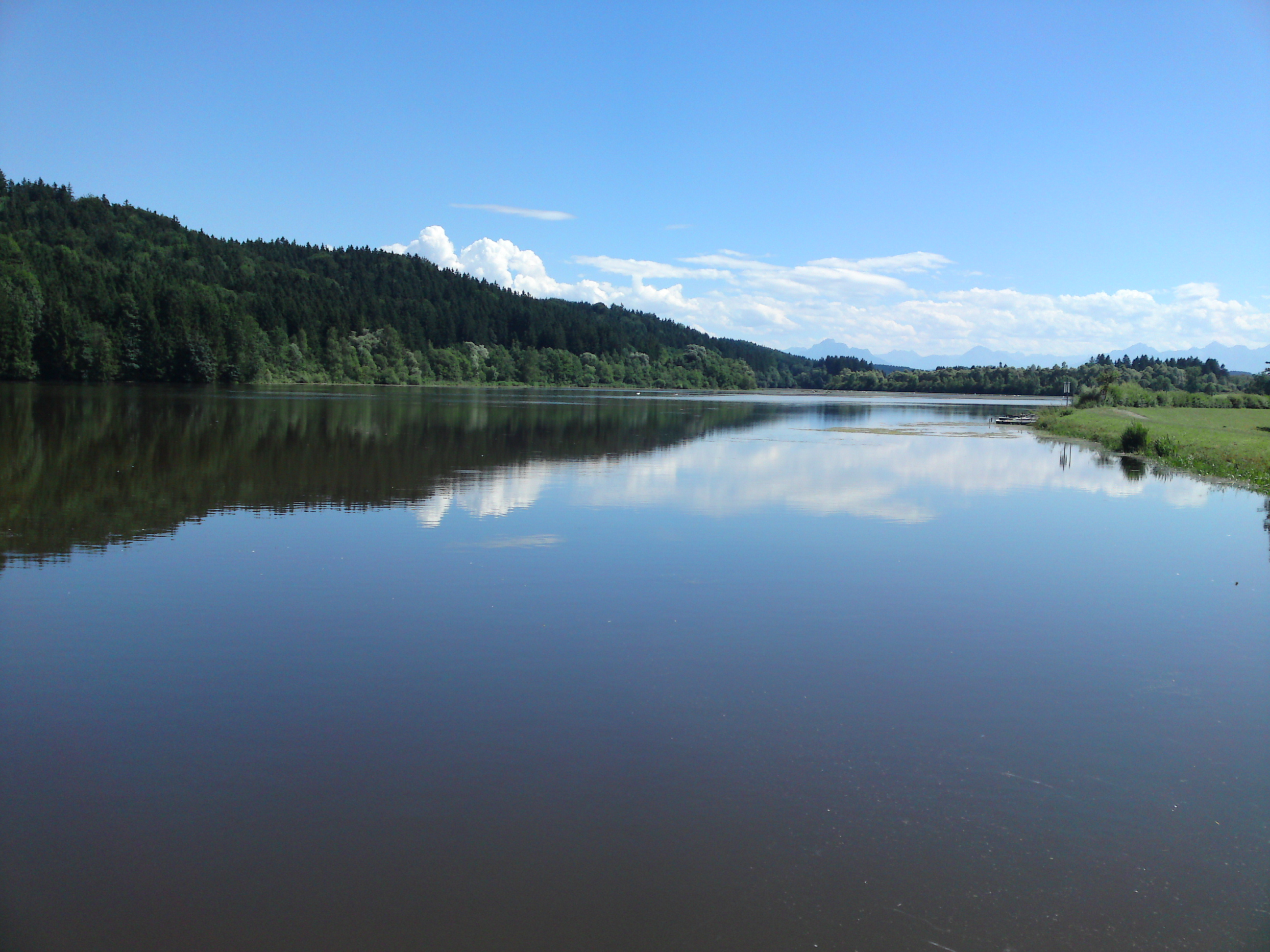

巴赫特爾湖（德語：Bachtelsee），是德國的水庫，位於該國東南部，由巴伐利亞州負責管轄，處於考夫博伊倫以南，長1.5公里、寬0.13公里，面積0.34平方公里，水體容量51萬立方米。